# Saint-Germain-la-Ville

Saint-Germain-la-Ville este o comună în departamentul Marne, Franța. În 2009 avea o populație de 577 de locuitori.